# Warsaw Dukes 2019
Questa voce raccoglie le informazioni riguardanti i Warsaw Dukes nelle competizioni ufficiali della stagione 2019.

## Roster
| Roster dei Warsaw Dukes (2019) |
| --- |
| Quarterback - 6 Jeffery Thompson jr. QB/WR/DB - 10 Michał Dziwniel - 12 Piotr Michalak Running Back - 7 Jakub Brzozowski - 17 Dominik Wojciechowski RB/WR - 24 Witold Tochowicz Wide Receiver - 2 Gabriel Kłosowicz WR/KR/PR - 8 Marcin Łojewski WR/K/P - 9 Rafał Świciński - 11 Mariusz Grzesko - 13 Grzegorz Cebul WR/DB - 33 Przemysław Zarychta - 36 Damian Staliś WR/LB - 42 Krysztof Krysiak WR/RB Tight End - 87 Maciej Karpiński TE/WR/DL Offensive Linemen - 55 Marek Dorobisz - 66 Tadeusz Wincenciak OL/DL - 78 Maciej Król - 79 Mateusz Rembisz Defensive Linemen - 72 Mateusz Sienicki DL/OL - 77 Sebastian Wywiałek DL/OL - 79 Szymon Tomaszewski DL/OL - 95 Jakub Jeżewski DL/OL Linebacker - 13 Paweł Gajc - 22 Marcin Małolepszy - 32 Jakub Kapuściński-Bernatek - 71 Jakub Koba - 90 Sebastian Maciej Kawalec - 90 Mateusz Antoszewski Defensive Back - 1 Caglar Basakin DB/WR/KR - 3 Artsiom Shanchuk - 5 Robert Napieraj - 25 Mateusz Szypliński DB/WR - 29 Alexander Lech DB/LB - 88 Przemysław Król Special Team - 11 Alexander Bramson H |

## Topliga 2019

### Stagione regolare
| Bydgoszcz 4 maggio 2019, ore 16:00 | Bydgoszcz Archers | 50 – 0 (21-0 14-0 7-0 8-0) referto | Warsaw Dukes | Stadion Miejski |

| Grójec 18 maggio 2019, ore 15:00 | Warsaw Dukes | 0 – 47 (0-6 0-14 0-20 0-7) referto | Vilnius Iron Wolves | GOS Mazowsze |

| Kaunas 2 giugno 2019, ore 15:00 | Kaunas Dukes | 41 – 6 (14-0 7-0 6-6 14-0) referto | Warsaw Dukes | Pirenu Stadionas |

| Cracovia 9 giugno 2019, ore 14:00 | Kraków Tigers | 32 – 6 (16-0 0-0 0-6 16-0) referto | Warsaw Dukes | MOS Wschód |

| Ząbki 15 giugno 2019, ore 17:00 | Warsaw Dukes | 0 – 54 (0-27 0-14 0-7 0-6) referto | Warsaw Eagles | DozBud Arena |

| Ząbki 22 giugno 2019, ore 19:30 | Warsaw Dukes | 32 – 34 referto | Kraków Tigers | MOSIR |

## Statistiche di squadra
| Competizione      | %Vittorie | In casa | In casa | In casa | In casa | In casa | In casa | In trasferta | In trasferta | In trasferta | In trasferta | In trasferta | In trasferta | Totale | Totale | Totale | Totale | Totale | Totale |
| Competizione      | %Vittorie | G       | V       | N       | P       | Pf      | Ps      | G            | V            | N            | P            | Pf           | Ps           | G      | V      | N      | P      | Pf     | Ps     |
| ----------------- | --------- | ------- | ------- | ------- | ------- | ------- | ------- | ------------ | ------------ | ------------ | ------------ | ------------ | ------------ | ------ | ------ | ------ | ------ | ------ | ------ |
| Stagione regolare | .000      | 3       | 0       | 0       | 3       | 32      | 135     | 3            | 0            | 0            | 3            | 12           | 123          | 6      | 0      | 0      | 6      | 44     | 258    |
| Totale            | .000      | 3       | 0       | 0       | 3       | 32      | 135     | 3            | 0            | 0            | 3            | 12           | 123          | 6      | 0      | 0      | 6      | 44     | 258    |